# شيم حزين
شيم حزين (الاسم العلمي: Caranx lugubris) (بالإنجليزية: Black jack)‏ هو نوع من الأسماك يتبع جنس الشيم من فصيلة الشيميات.